# Tosterglope
Tosterglope là một đô thị của huyện Lüneburg, bang Niedersachsen, Đức. Đô thị này có diện tích 19,53 km².